# Ga Thái Nguyên
Ga Thái Nguyên là một nhà ga xe lửa tại phường Phan Đình Phùng, tỉnh Thái Nguyên. Nhà ga là một điểm của đường sắt Hà Nội - Quan Triều và nối với ga Lưu Xá với ga Quán Triều.
| Ga trước Lưu Xá | Đường sắt Việt Nam Đường sắt Hà Nội - Quan Triều | Ga sau Quán Triều |